# Валлапалу
Ва́ллапалу (эст. Vallapalu) — деревня в волости Элва уезда Тартумаа, Эстония.

## География и описание
Расположена на восточном берегу озера Выртсъярв, у шоссе Сангла — Рынгу, в 14 км к западу от волостного центра — города Элва, и в 32 км к юго-западу от уездного центра — города Тарту. Высота над уровнем моря — 66 метров.
Климат умеренный. Официальный язык — эстонский. Почтовый индекс — 61116.

## Население
По данным переписи населения 2021 года, в Валлапалу насчитывалось 57 жителей, все — эстонцы.
По данным переписи населения 2011 года, в деревне проживал 51 человек, все — эстонцы.
Численность населения деревни Валлапалу по данным переписей населения:
| Год  | 1959 | 1970 | 1979 | 1989 | 2000 | 2011 | 2021 |
| ---- | ---- | ---- | ---- | ---- | ---- | ---- | ---- |
| Чел. | 27   | ↗ 44 | ↗ 58 | ↘ 49 | ↘ 48 | ↗ 51 | ↗ 57 |

## История
Молодая деревня, возникшая у южной части деревни Ноорма, упомянутой в 1582 году (Norma). Впервые появилась в списках 1945 года. До 1945 года она вместе с деревне Мыйзапалу (эст. Mõisapalu) называлась Палу (эст. Palu) или Палупяэлне (эст. Palupäälne); название Палупяэлне носил также расположенный рядом с волостным домом лес.
В деревне находятся построенная в 1901 году Раннуская православная церковь входа Господня в Иерусалим (приход действовал до 1961 года, в настоящее время ― в пользовании новоапостольской церкви) и построенный в 1902 году дом бывшей волостной управы Ранну.

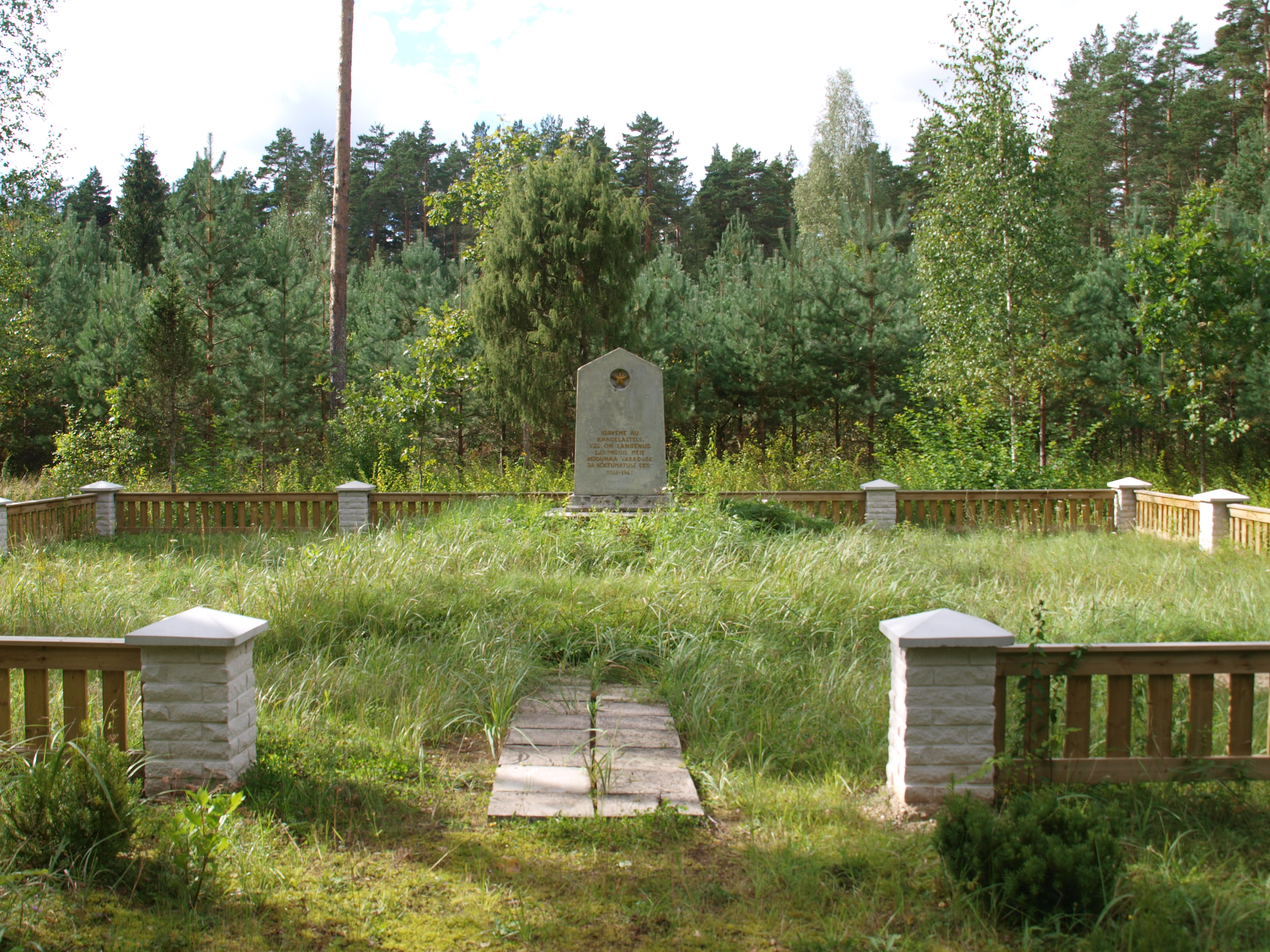
Братская могила советских воинов, павших во II мировой войне, в Валлапалу, 2012 год. Памятник демонтирован в 2022 году, останки перезахоронены в 2023 году на кладбище Ранну

На территории Валлапалу находится часть кладбища Ранну, внесённого в Государственный регистр памятников культуры Эстонии, как .
В 1976 году на кладбище Ранну, на месте снесённого советскими властями памятника Эстонской освободительной войне (открыт в 1931 году), в честь всех похороненных на кладбище людей был установлен памятник «Раннуская мать» (эст. «Rannu ema»)  (скульптор Оле Эхелайд).
В 1977 году, в период кампании по укрупнению деревень, Валлапалу и Мыйзапалу были объединены.
В советское время на расположенной на территории деревни братской могиле советских воинов, павших во Второй мировой войне (исторический памятник с 1997 до 2023 года), был установлен памятник с надписью «Вечная слава героям, павшим в боях за свободу и независимость нашей Родины 1941—1945». По советским данным, здесь был похоронен 101 человек. В протоколе от 30 ноября 2022 года рабочая группа по советским памятникам при Госканцелярии Эстонии (РГСП) признала этот памятник «красным монументом», подлежащим демонтажу с перезахоронением останков на кладбище. Памятник был демонтирован до даты публикации протокола РГСП. Найденные в ходе раскопок 10 ноября 2022 года останки 23 человек перезахоронены 29 ноября в православной части кладбища Ранну (см. Список советских военных памятников Эстонии).

## Происхождение топонима
Название деревни происходит от слияния двух эстонских слов: vald ~ valla (волость, волостной) и palu (бор).

## Галерея

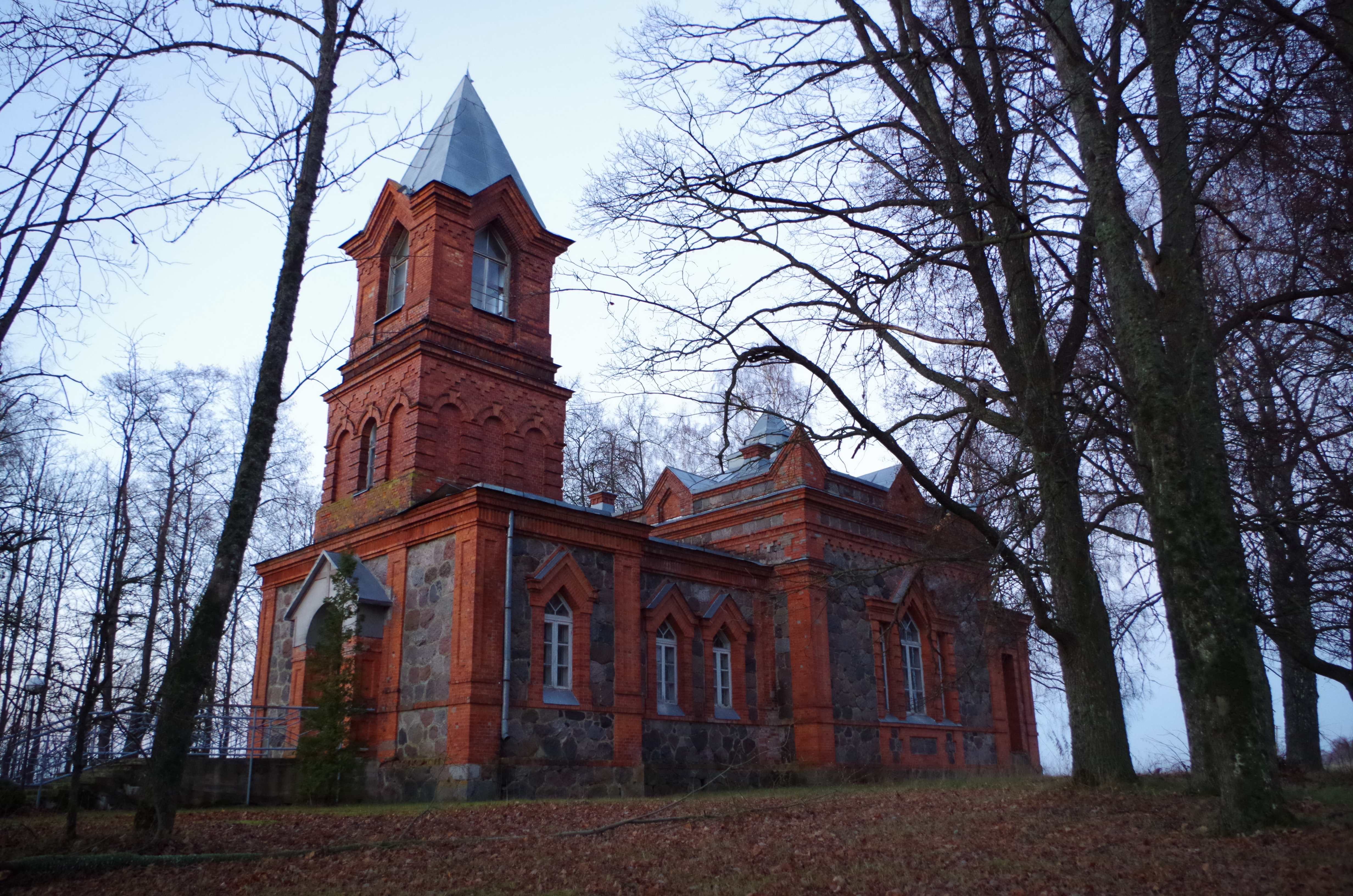
Церковь входа Господня в Иерусалим в 2013 году
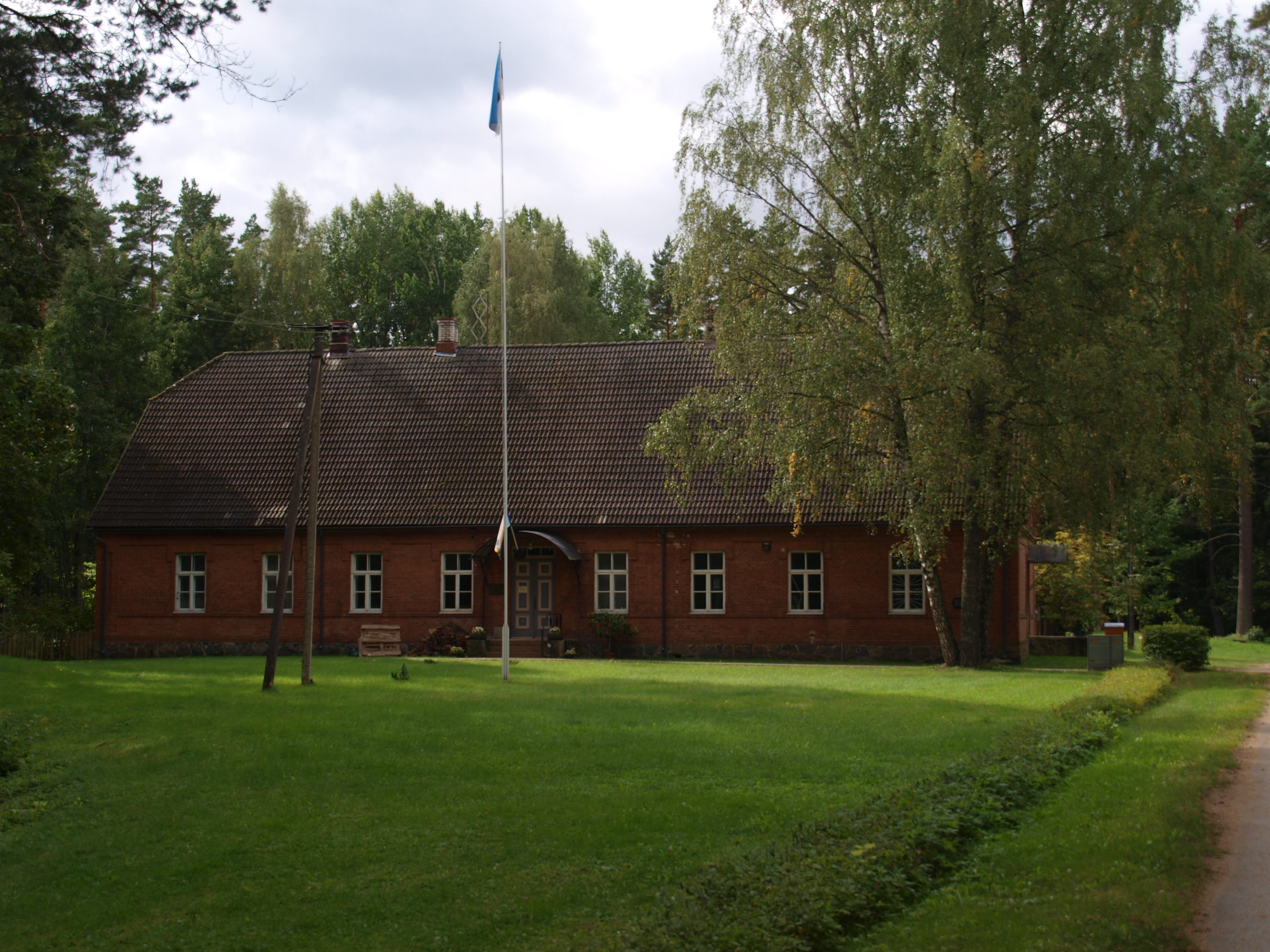
Волостной дом Ранну
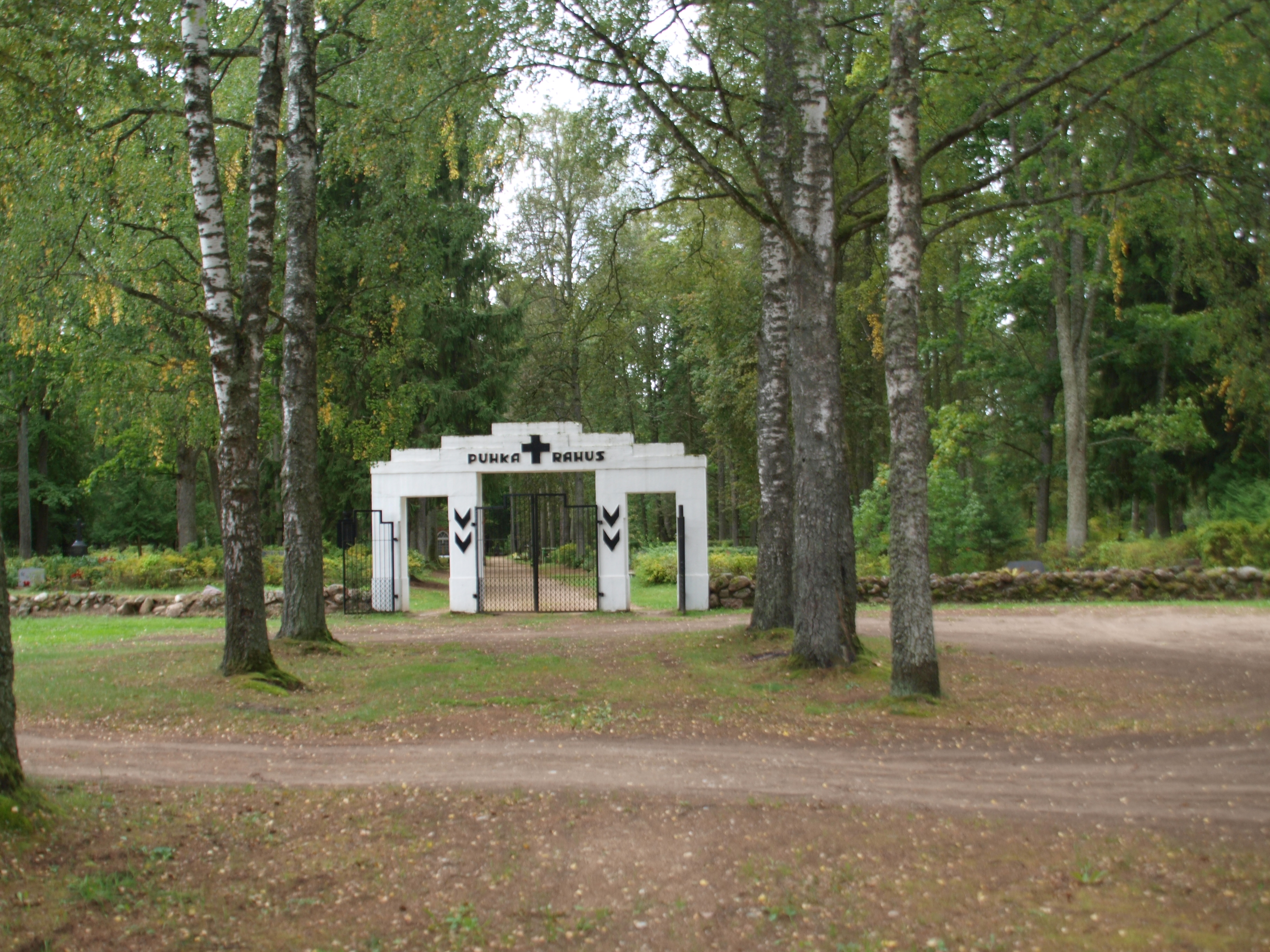
Кладбище Ранну
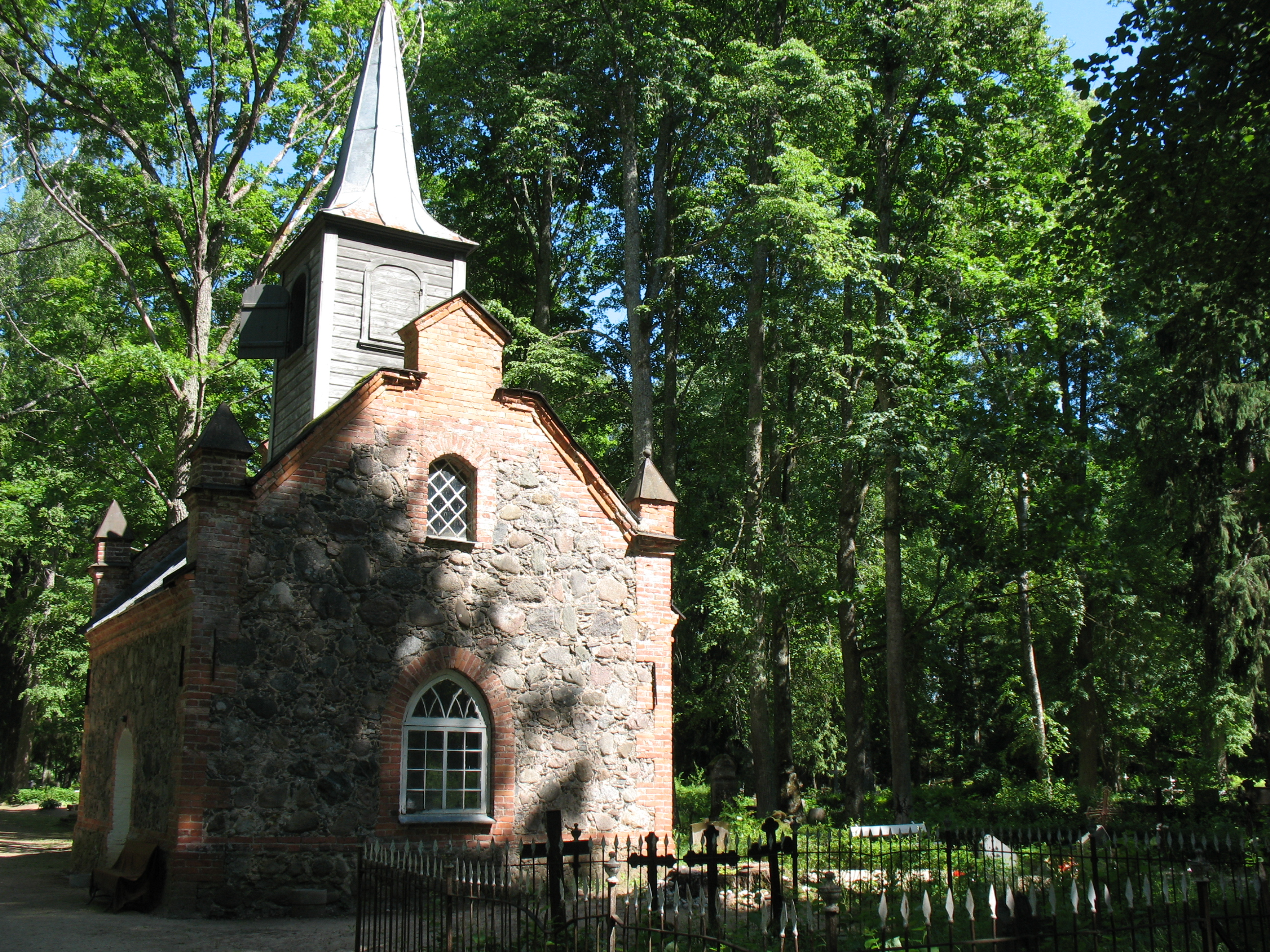
Часовня кладбища Ранну
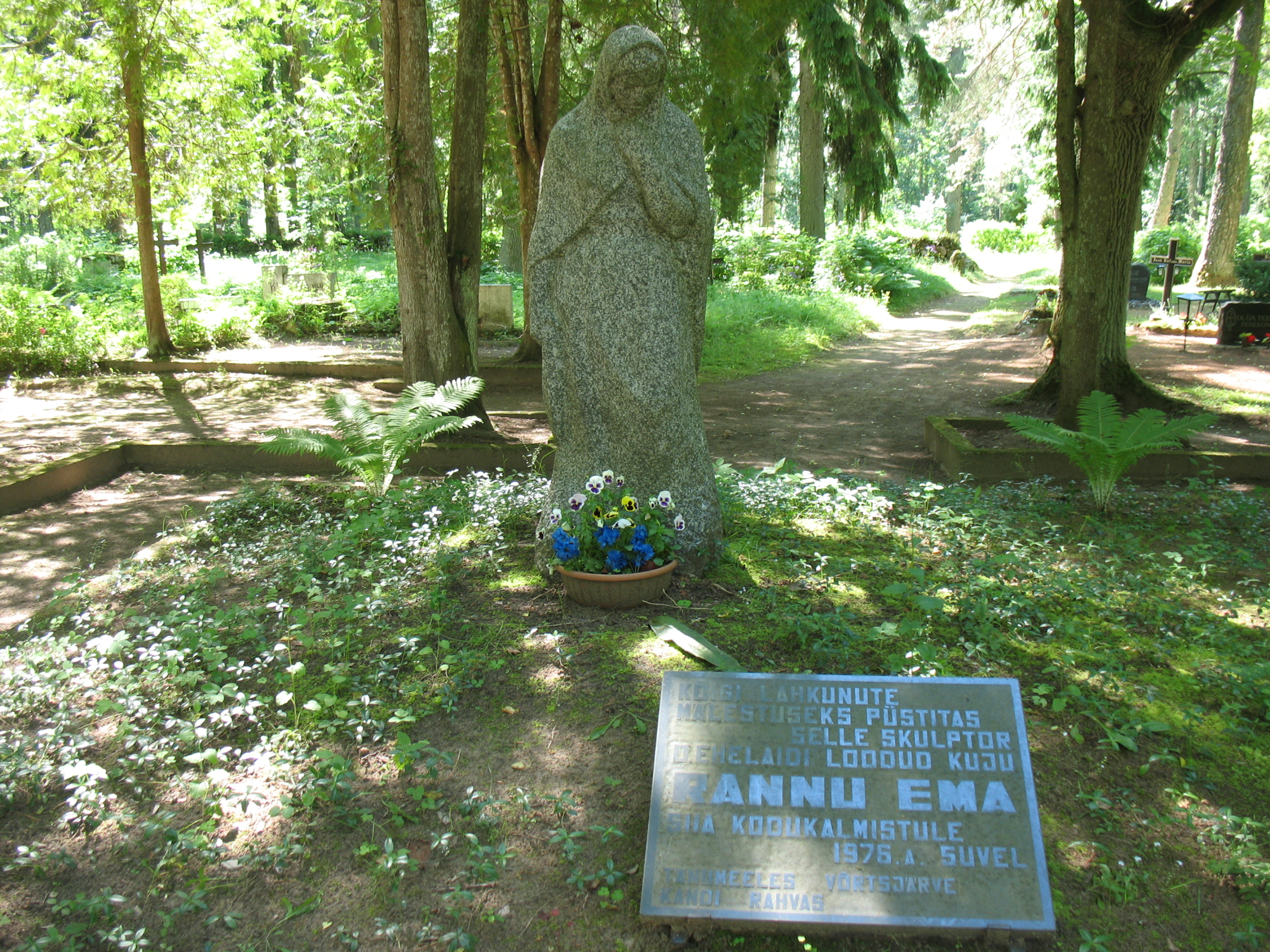
«Раннуская мать»